# Goede tijden, slechte tijden
Goede tijden, slechte tijden (svensk översättning: Goda tider, dåliga tider), även känd som GTST, är den såpopera i Nederländerna som sänts längst. Den startade 1 oktober 1990 och sänds varje kväll på RTL4 i Nederländerna. Såpan är mycket populär och har omkring en miljon tittare. Svenska skådespelaren Alexandra Dahlström medverkade i 15 avsnitt av serien.

## Bakgrund
Efter att ha sett såpoperornas succé i USA ville Joop van den Ende 1988 producera en såpopera i Nederländerna. Han bad Reg Watson att skriva ett bra upplägg och också om ett bra namn och hans förslag Good Times Bad Times blev Goede tijden, slechte tijden.

## Etablering
Joop van den Ende var missnöjd med Goede tijden, slechte tijden och ville lägga ner serien efter två månader. Stigande tittarsiffror innebar istället att serien förändrades.